# Thermonectus sibleyi
Thermonectus sibleyi is een keversoort uit de familie waterroofkevers (Dytiscidae). De wetenschappelijke naam van de soort is voor het eerst geldig gepubliceerd in 1981 door Goodhue-McWilliams.